# Ceratocilia imbrexalis
Ceratocilia imbrexalis är en fjärilsart som beskrevs av Walker 1859. Ceratocilia imbrexalis ingår i släktet Ceratocilia och familjen Crambidae. Inga underarter finns listade i Catalogue of Life.